# Festucula
Festucula là một chi nhện trong họ Salticidae.